# Allgemeine Bevölkerungsumfrage der Sozialwissenschaften
Die Allgemeine Bevölkerungsumfrage der Sozialwissenschaften (ALLBUS) ist eine Befragung der Bevölkerung der Bundesrepublik Deutschland, die seit 1980 regelmäßig, seit 1986 durch GESIS durchgeführt wird.

## Durchführung
Kooperierend mit einem wissenschaftlichen Beirat (ALLBUS-Ausschuss), erhebt ALLBUS seit 1980 in der Regel alle zwei Jahre Daten über Einstellungen, Verhaltensweisen und Sozialstruktur der Bevölkerung in der Bundesrepublik Deutschland. Dafür wird in persönlichen Interviews jeweils eine repräsentative Stichprobe aus der Bevölkerung Deutschlands befragt (jeweils ca. 2800 bis 3500 Befragte).
Seit 1986 wird der deutsche Teil des International Social Survey Programme (ISSP) mit ALLBUS kombiniert erhoben.

## Themen
Die größeren Themen der Befragungen werden zyklisch wiederholt. Daneben werden aber auch neue Themen bei Bedarf aufgenommen. Themen in ALLBUS (Auswahl):
- Fragen zur Wirtschaft

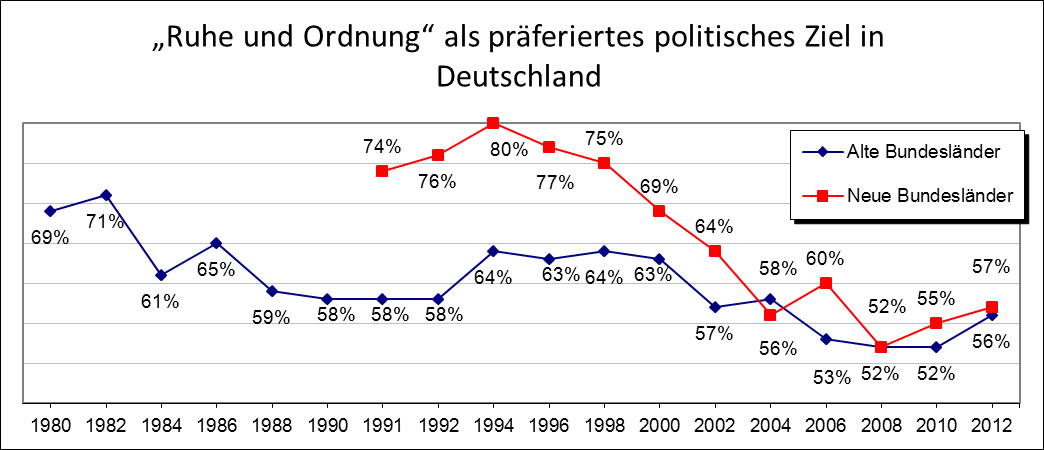
Exemplarische Auswertung von ALLBUS-Daten

- Abweichendes Verhalten und Sanktion
- ALLBUS-Demographie
- Anomia und Kriminalitätsfurcht
- Daten zum Interview
- Deutsche Vereinigung
- Einstellungen zu Ehe, Familie und Partnerschaft
- Einstellungen zu und Kontakte mit Behörden
- Einstellungen zur Abtreibung
- Freizeitaktivitäten
- Gesundheit und gesundheitsrelevantes Verhalten
- Immigranten
- Mediennutzung
- Nationale und regionale Verbundenheit
- Nationalstolz
- Politische Einstellungen und Partizipation
- Religiosität und Kirchlichkeit
- Soziale Ungleichheit und Wohlfahrtsstaat
- Technischer Fortschritt und Computer (digital divide)
- Umwelt
- Vertrauen in öffentliche Einrichtungen und Organisationen
- Wichtigkeit von verschiedenen Lebensbereichen und ausgewählten Berufsaspekten

Die theoretischen Bezüge der Themenstellungen und Informationen zur Durchführung der jeweiligen Erhebung werden für jede ALLBUS-Befragung in ausführlichen Methodenberichten dargestellt.